# Abuja Velodrome

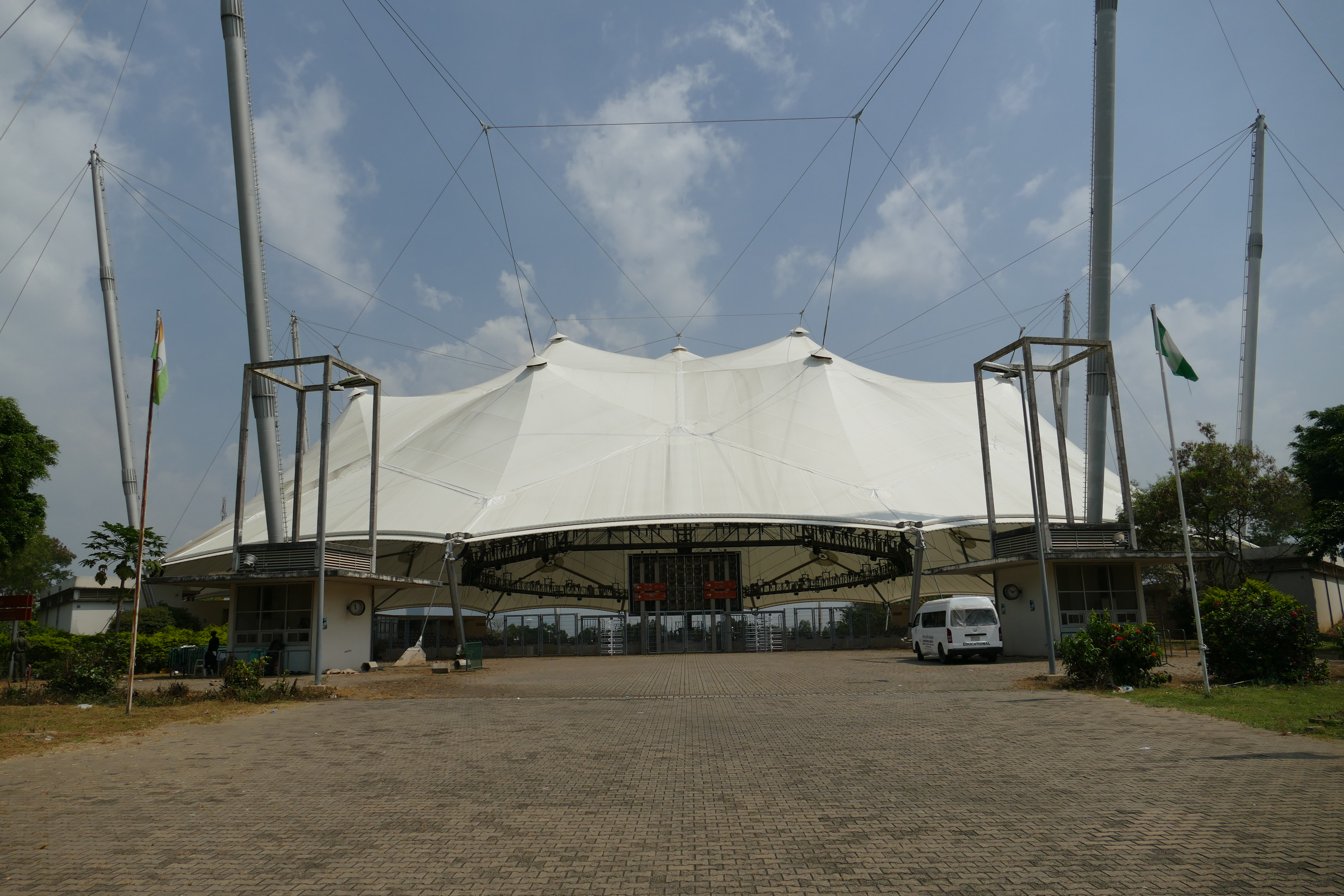
Das Abuja Velodrome (2019)

Das Abuja Velodrome ist eine Radrennbahn in der  nigerianischen Hauptstadt Abuja. Es wurde 2002 nach sechsmonatiger Bauzeit eröffnet.
Die Radrennbahn ist 250 Meter lang, aus Beton und hat eine Kurvenüberhöhung von 42 Grad. Die Zeltüberdachung hat eine Oberfläche von  16.500 Quadratmetern und bedeckt eine Fläche von 12.300 Quadratmetern. Rund 60.000 Zuschauer finden in ihm Platz, es verfügt über eine Präsidentenlogo sowie 56 VIP-Logen und weitere Einrichtungen. Geplant wurde die Radrennbahn vom Münsteraner Architekten Ralph Schürmann. Ursprünglich war es für die Bahnradsportwettbewerbe bei den Afrikaspielen 2003 gedacht, die aber dann (aus unbekannten Gründen) nicht ausgetragen wurden. Einen Tag vor Ende der Spiele wurde das Zeltdach durch einen Sturm stark beschädigt.
Die Radrennbahn wurde anschließend nicht für Radrennen, sondern vor allem für Konzerte, Versammlungen und andere Feiern genutzt. Im Herbst 2008 wurden hier die ersten MTV Africa Music Awards verliehen. 15 Jahre lang wurde das Velodrom nicht für den Radsport genutzt und diente zuletzt als Depot für Gasflaschen und -herde, die von Präsident Goodluck Jonathan als Wahlgeschenke gedacht waren; nachdem er 2015 nicht wiedergewählt wurde, wurden diese offensichtlich nicht verteilt.
Ab Mitte der 2010er Jahre ergriff der italienischstämmige Präsident des nigerianischen Radsportverbandes, Giandomenico Massari, die Initiative zur Wiederbelebung der Sportstätte. Auf sein Betreiben bildete sich inzwischen eine Nationalmannschaft, die regelmäßig auf der Bahn trainiert. Im Juli 2019 fand auf der Radrennbahn 16 Jahre nach ihrer Erbauung der erste internationale Bahnradsport-Wettbewerb statt, der unter der der Ägide des Weltradsportverbandes UCI wiederum erstmals ausgetragene Africa Cup. Aus diesem Anlass wurde das beschädigte Zeltdach erneuert.
2022 sind die afrikanischen Bahnmeisterschaften auf diesem Velodrom geplant.